# Clément Isnard
Clément Isnard, né au XVIe siècle à Nice (alors comté de Nice des États de Savoie) et  mort le 11 mai 1612 à Nice (comté de Nice), est un prélat français  du XVIe siècle et du début du  XVIIe siècle. 

## Biographie
Clément Isnard est issu de l'une des plus anciennes familles de Nice et il est l'oncle d'Octave Isnard, évêque de Glandèves après lui. Toutefois ses origines familiales précises et sa carrière pré épiscopale demeurent inconnues. Il nait à Nice vers 1560 mais on ignore l'identité de ses parents. Il doit son élévation à l'épiscopat aux conditions politiques en Provence au début de la décennie 1590 à l'époque de la tentative d'annexion par les États de Savoie dont il est le sujet. 
Le siège épiscopal de Glandèves est vacant en 1592 et Clément Isnard obtient sa nomination en août 1593 du duc de Savoie Charles-Emmanuel Ier qui s'est auto proclamé en 1590 « Comte de Provence » et non par du duc Charles de Mayenne représentant de La Ligue. 
Après la reprise en main de la région par les forces royale en 1595-1596 il réussit à se maintenir grâce à une vigoureuse intervention de la curie romaine, mais il doit abandonner au pouvoir royal représenté désormais par Henri IV de France une partie des revenus de son diocèse. En présence d'Honoré du Laurens, archevêque d'Embrun, il unit à son chapitre, ruiné par les guerres et les injures du temps, tous les prieurés ruraux simples et les autres bénéfices. Cette disposition a pour but de dédommager les chanoines des pertes qu'ils ont faites pendant les guerres civiles et de les aider à bâtir une nouvelle cathédrale dans la ville d'Entrevaux où, depuis le commencement du XVIIe siècle, ils se sont retirés, abandonnant le quartier de la Sedz.
En 1605 il résigne son siège en faveur de son neveu Octave Isnard et il meurt le 11 mai 1612.

### Sources et bibliographie
- La France pontificale